# Nymphon longispinum
Nymphon longispinum is een zeespin uit de familie Nymphonidae. De soort behoort tot het geslacht Nymphon. Nymphon longispinum werd in 1991 voor het eerst wetenschappelijk beschreven door Nakamura & Child. 